# トレドの景観と地図
『トレドの景観と地図』(トレドのけいかんとちず、西: Vista y plano de Toledo、英: View and Plan of Toledo) は、ギリシャ・クレタ島出身のマニエリスム期スペインの巨匠エル・グレコがキャンバス上に油彩で制作した1610-1614年頃の絵画である。『トレド風景』(メトロポリタン美術館) とともに2点しか現存しない画家の風景画であり、晩年の最重要作のうちの1点である。作品はトレドのエル・グレコ美術館に収蔵されている。

## 背景
エル・グレコ後半生38年の間、画家を支え、その天分を大きく開花させたのはトレドの町とそこに住む教養あるパトロンたちであった。まさに「トレドなくしてエル・グレコなし」である。その画家が晩年に到達した衝撃的な様式は通俗的な宗教画をはるかに超越・逸脱し、あまりに前衛的であったため、対抗宗教改革の敬虔な理念とはもはや合致しないものであった。しかし、トレドにはまだ、そうした絵画を許容するパトロンたちが存在していた。
この作品は、1596年以来エル・グレコの重要なパトロンであったタベーラ施療院の管理者ペドロ・サラサール・デ・メンドーサから委嘱された可能性が高い。メンドーサは、同時期にエル・グレコに同施療院のために『黙示録第5の封印』(メトロポリタン美術館) を含む大祭壇衝立を発注した人物である。メンドーサの遺産目録には本作とおぼしき作品が記載されており、彼は『トレド風景』も所蔵していたらしい。メンドーサは都市図と地図の大収集家でもあった。

## 作品
この作品がメンドーサの依頼によるものであったとすれば、作品の記録的な性格も理解できる。実際、この風景画は、心象風景である『トレド風景』とは対照的なトポグラフィー (地形図) を意図した地誌的な風景である。画面前景右よりに描かれた地図には聖堂、宮殿などが番号入りで特定され、都市の案内図ともなっている。

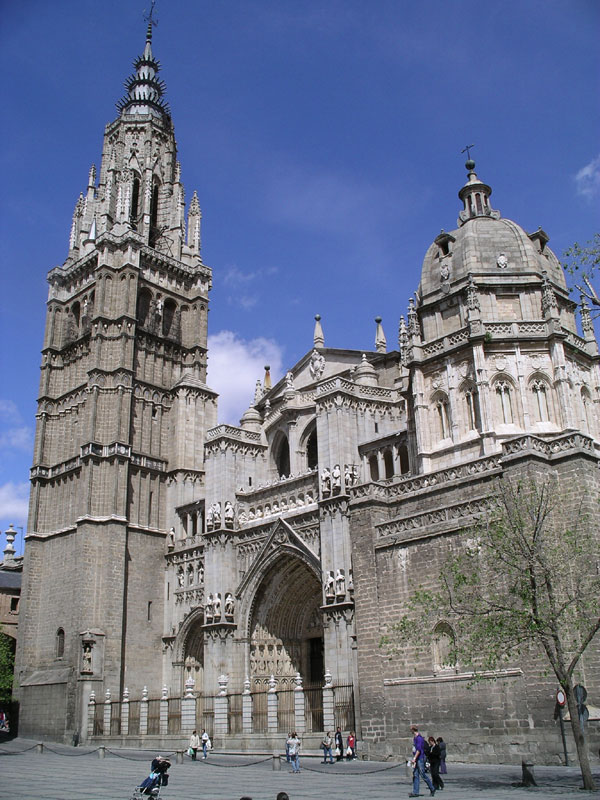
トレド大聖堂

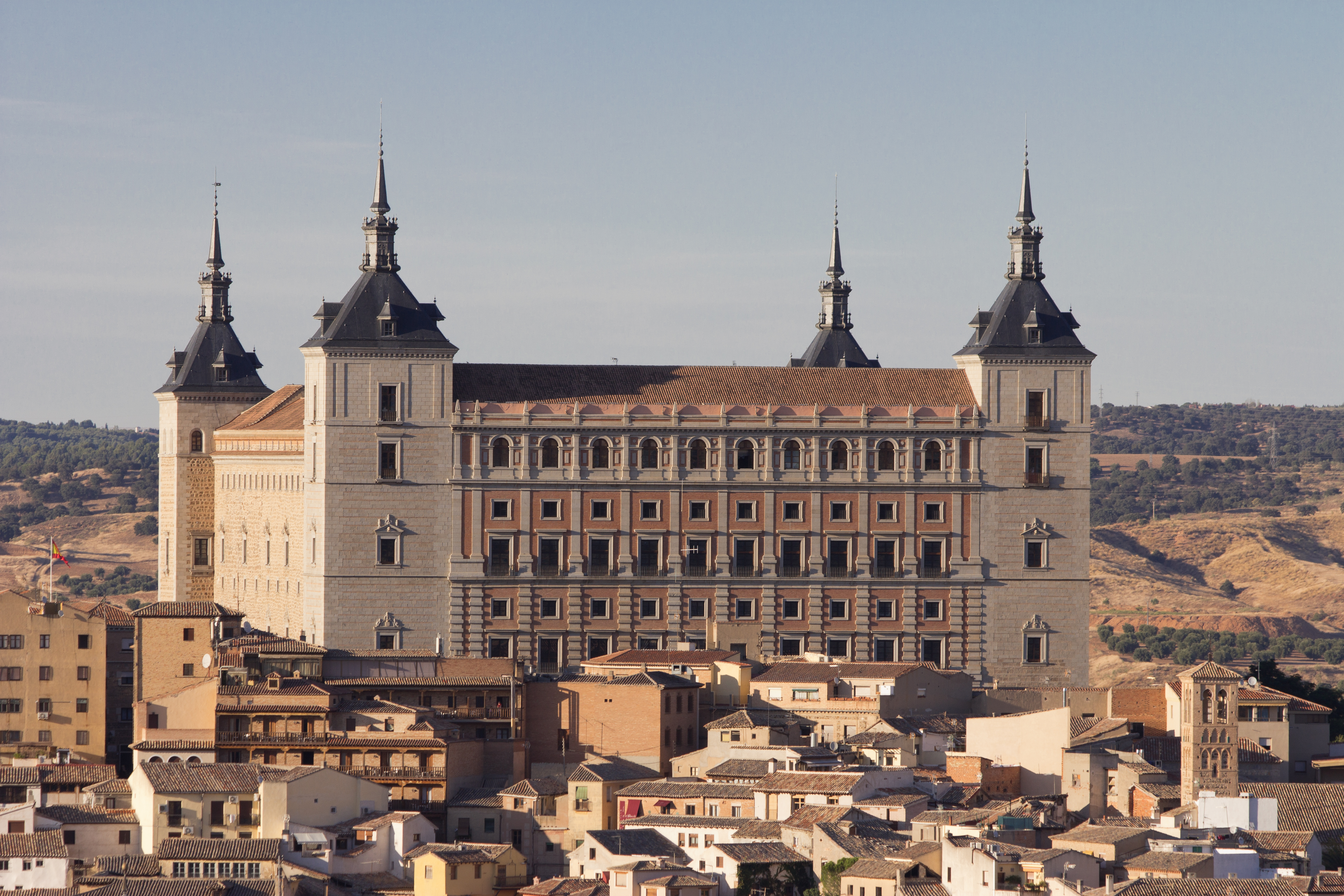
トレドのアルカサル (王宮)

右側の青年が見せる地図の一部に銘文が記されており、真正面にある竣工したばかりのタベーラ施療院を雲の上の模型のように描いたのは、本来の位置に描くとビサグラ門を塞いでしまい、その丸屋根が都市の景観の一部を損なうからだと説明されている。中央左にはトレド大聖堂が見えるが、その上方に、天使にともなわれた聖母マリアがトレドの守護聖人である聖イルデフォンソに法衣を持って舞い降りる。エル・グレコは地図の銘文において、「この群像を・・・大きく描くに際し、私はある意味で、天上的な物体はわれわれが光の内に眺めるので、それが小さなものでも、遠くから見ると大きく見える (という) ことを利用した」と書いている。
左にはイスラムの城塞として有名なアルカサル (王宮) が見える。画面左端には、タホ川の裸体の寓意像が水瓶、四季の果物、コルヌコピア (豊穣の角) を持って、トレドを讃えている。
この不思議な景観は、現実と非現実を、当時の哲学的、神秘主義的な芸術論と画家独自の光、色彩、形体によって結合したエル・グレコ美学の一大結晶ということができる。それは、またトレドの守護聖人に起こった最大の奇跡を描き加えることによって、トレドに対する賛歌ともなっているのである。